# Daniel da Mota
Daniel Alexandre Da Mota Pereira (Ettelbruck, Luxemburgo, 11 de septiembre de 1985) es un futbolista internacional luxemburgués, con nacionalidad portuguesa, que juega en la posición de delantero en el F. C. Differdange 03 de la División Nacional de Luxemburgo.

## Selección nacional
Ha sido internacional con la selección de fútbol de Luxemburgo en ciento una ocasiones consiguiendo siete goles. Debutó con el combinado nacional el 2 de junio de 2007 en un partido, correspondiente a la fase de clasificación para la Eurocopa 2008, contra la selección de fútbol de Albania. El encuentro celebrado en el Estadio Qemal Stafa de Tirana finalizó 2-0 a favor de los locales.

### Goles como internacional
| # | Fecha                    | Lugar                                    | Rival             | Gol | Resultado | Competición                       |
| - | ------------------------ | ---------------------------------------- | ----------------- | --- | --------- | --------------------------------- |
| 1 | 9 de febrero de 2011     | Stade Josy Barthel, Luxemburgo           | Eslovaquia        | 1-1 | 2-1       | Amistoso                          |
| 2 | 9 de febrero de 2011     | Stade Josy Barthel, Luxemburgo           | Eslovaquia        | 2-1 | 2-1       | Amistoso                          |
| 3 | 7 de septiembre de 2012  | Stade Josy Barthel, Luxemburgo           | Portugal          | 1-0 | 1-2       | Clasificación Mundial Brasil 2014 |
| 4 | 11 de septiembre de 2012 | Windsor Park, Belfast, Irlanda del Norte | Irlanda del Norte | 1-1 | 1-1       | Clasificación Mundial Brasil 2014 |

## Clubes
| Club                     | País       | Año       |
| ------------------------ | ---------- | --------- |
| F. C. Etzella Ettelbruck | Luxemburgo | 2001-2008 |
| F91 Dudelange            | Luxemburgo | 2008-2017 |
| Racing F. C.             | Luxemburgo | 2017-2020 |
| A. S. D. Sona Calcio     | Italia     | 2020-2021 |
| Desenzano Calvina        | Italia     | 2021      |
| F. C. Differdange 03     | Luxemburgo | 2021-     |

## Palmarés

### Títulos nacionales
| Título                 | Club          | País       | Año                                                   |
| ---------------------- | ------------- | ---------- | ----------------------------------------------------- |
| Division Nationale (6) | F91 Dudelange | Luxemburgo | 2008-09, 2010-11, 2011-12, 2013-14, 2015-16, 2016-17. |
| Copa de Luxemburgo (4) | F91 Dudelange | Luxemburgo | 2009, 2012, 2016, 2017.                               |